# St. Martin (Winkel)

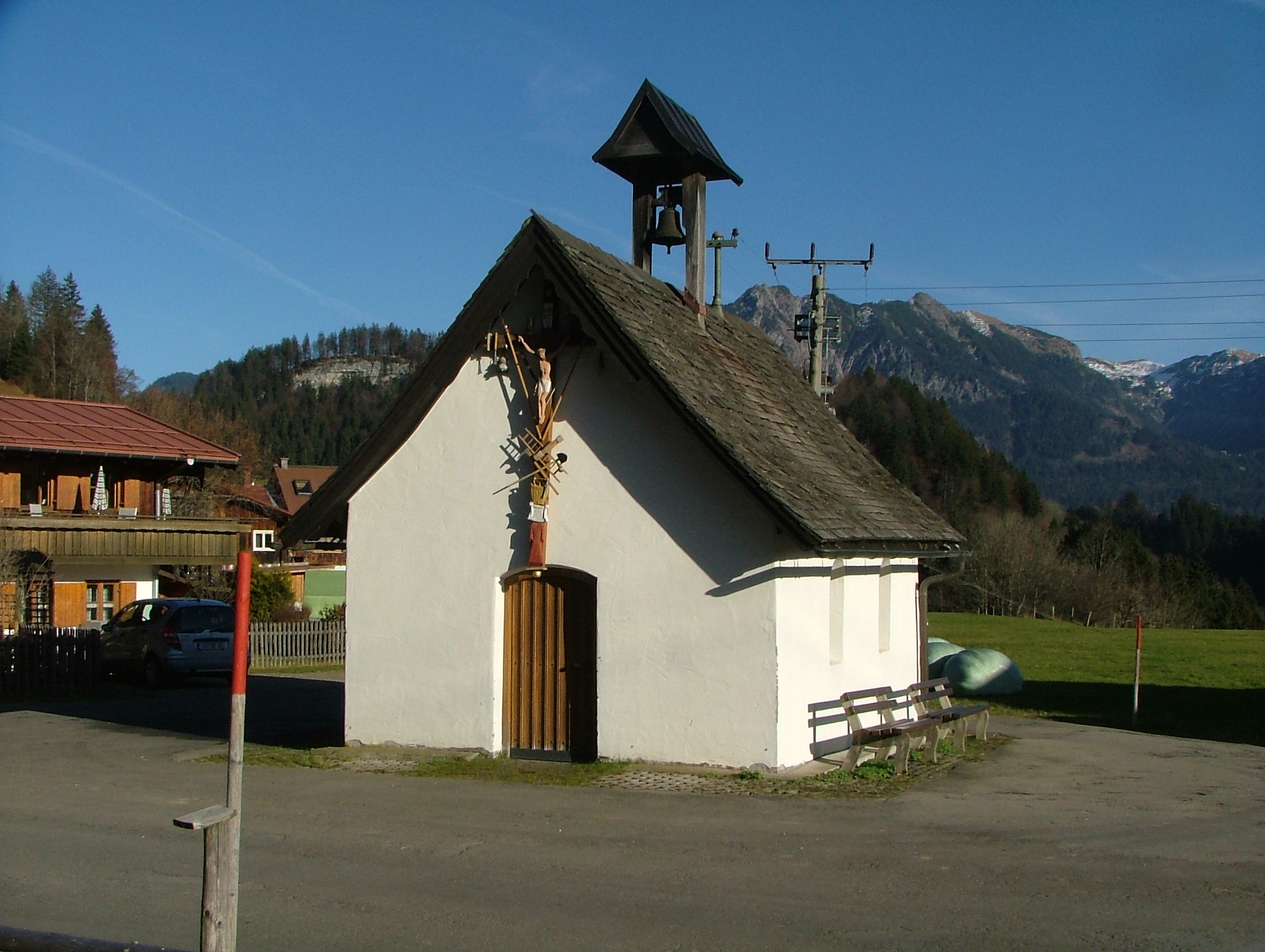
St. Martin in Winkel

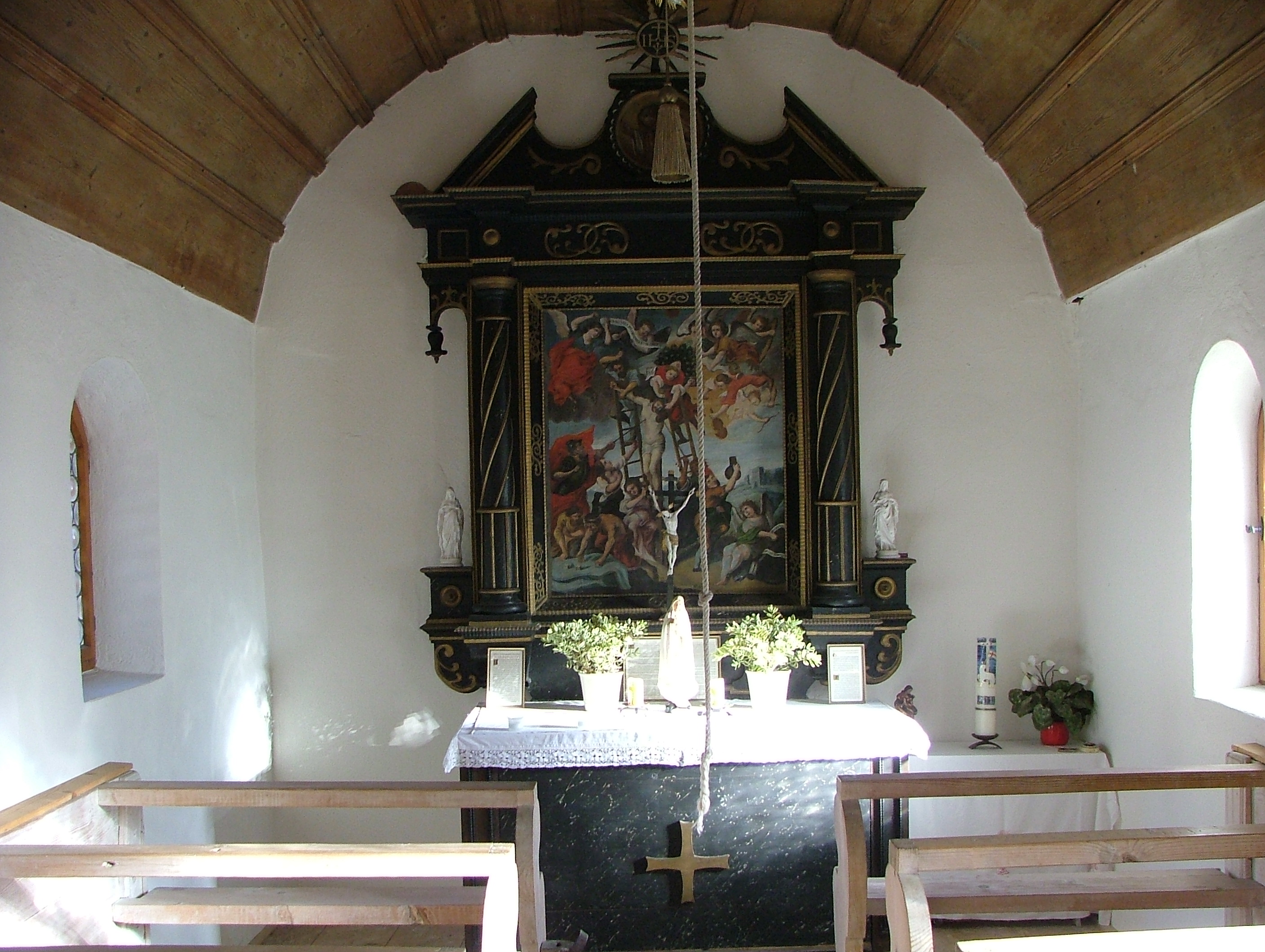
Innenraum

Die römisch-katholische Kapelle St. Martin steht in Winkel, einem Gemeindeteil von Oberstdorf im schwäbischen Landkreis Oberallgäu in Bayern. Das Bauwerk ist in der Liste der Baudenkmäler in Oberstdorf als Baudenkmal unter der Nr. D-7-80-133-155 eingetragen.

## Beschreibung
Die Saalkirche wurde in der zweiten Hälfte des 17. Jahrhunderts erbaut. Sie besteht aus einem Langhaus, das mit einem Satteldach bedeckt ist, aus dem sich ein offener Dachreiter erhebt, in dem eine Kirchenglocke hängt. 
Auf dem Altarretabel ist die Kreuzigung dargestellt. Über dem Portal in der Fassade im Westen befindet sich ein Kruzifix mit den Leidenswerkzeugen. 